# Ciencias del karst
Ciencias del karst o karstología es el conjunto de disciplinas que investigan los sistemas kársticos.

## Disciplinas
Las especialidades que participan en las ciencias del karst son muy diversas, y pueden dividirse en innumerables subcategorías, por ejemplo:
- Antropología (arqueología, etnografía, historia, etc.).
- Bioespeleología (antracología, arqueozoología, etología, palinología).
- Ciencias ambientales (climatología, hidrología).
- Espeleología (exploración de cavidades horizontales, técnica de progresión vertical, subacuática, rescate, etc.).
- Geología (datación radiométrica, espeleogénesis, espeleocronología, geología estructural, geomorfología, mineralogía, sedimentología, petrología, paleokarst, etc.).
- Paleontología (paleobiología, tafonomía, biocronología).
- Química y biogeoquímica.
- Otras: medicina (espeleoterapia), topografía, fotogrametría, etc.

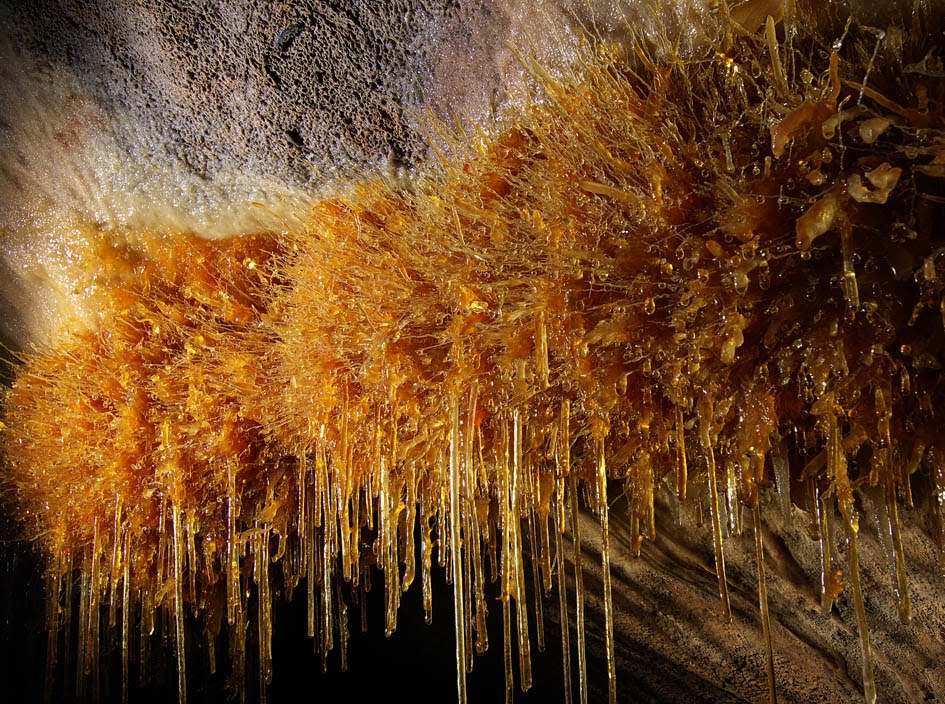
Geología: Espeleotemas en la cueva de Goikoetxe (Busturia, Vizcaya).
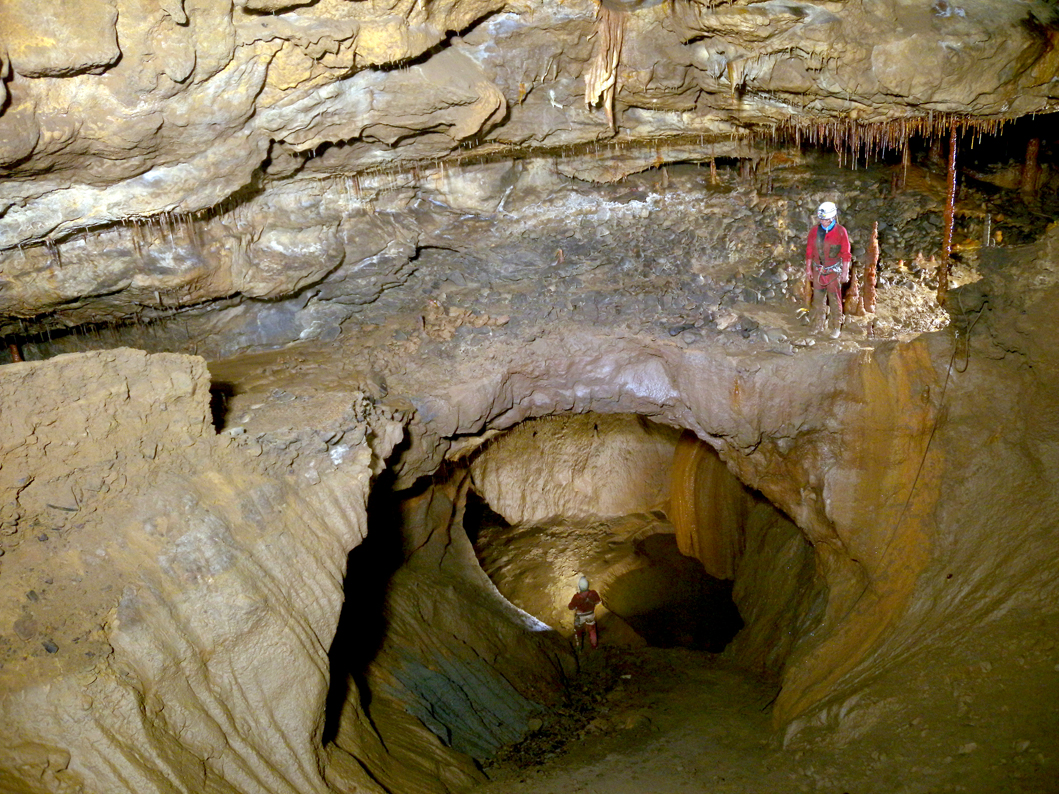
Geomorfología: "El Cráter" de la cueva de Goikoetxe (Busturia, Vizcaya).
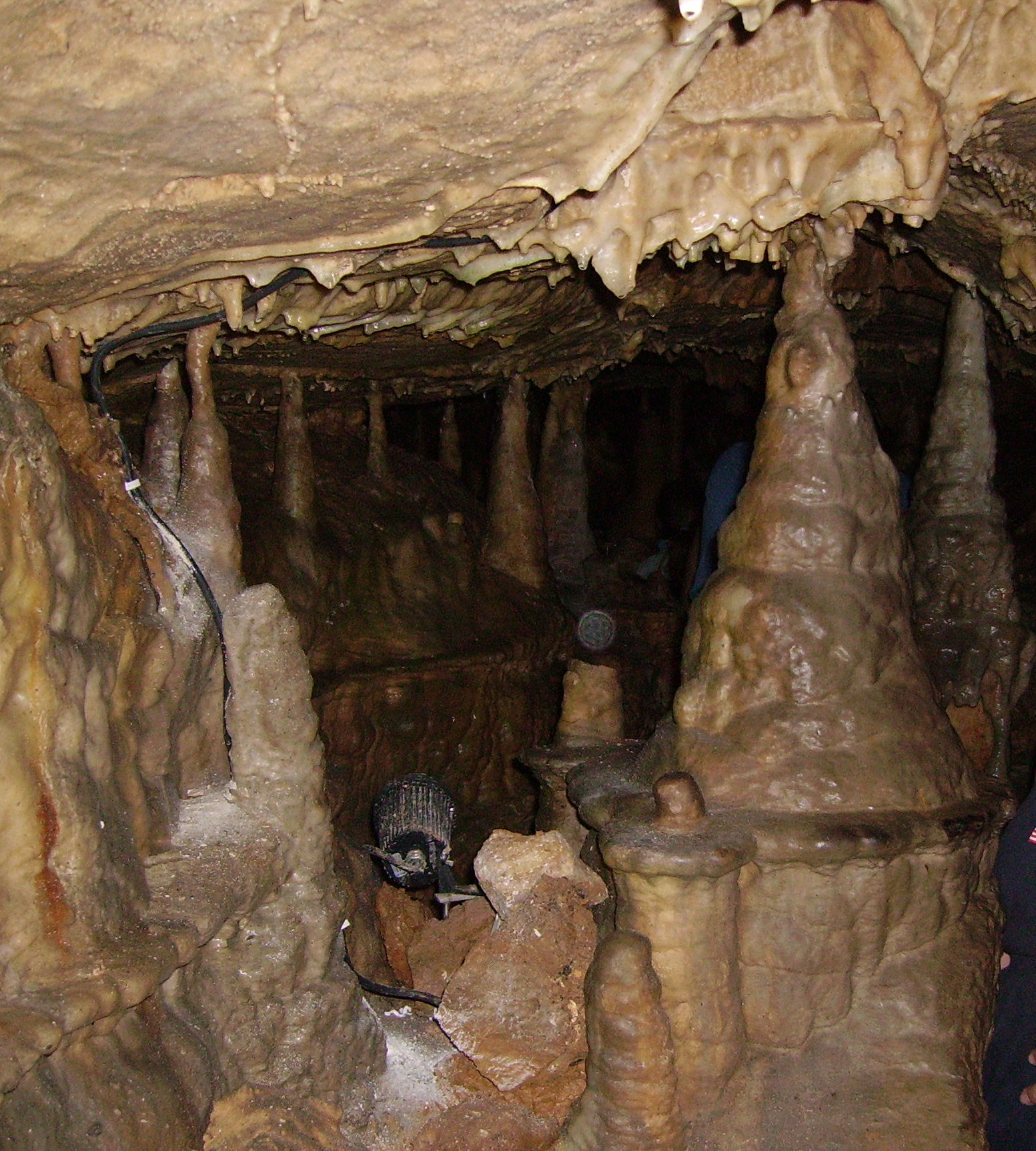
Espeleología: Interior de la Cueva de Bing, Suiza Francona (Alemania).
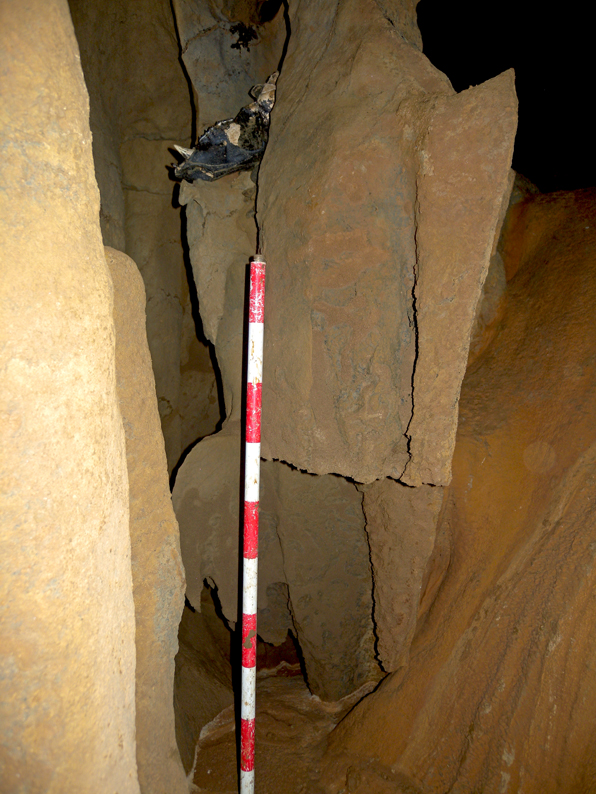
Paleontología: Cráneo de Ursus deningeri en la cueva de Goikoetxe (Busturia, Vizcaya).
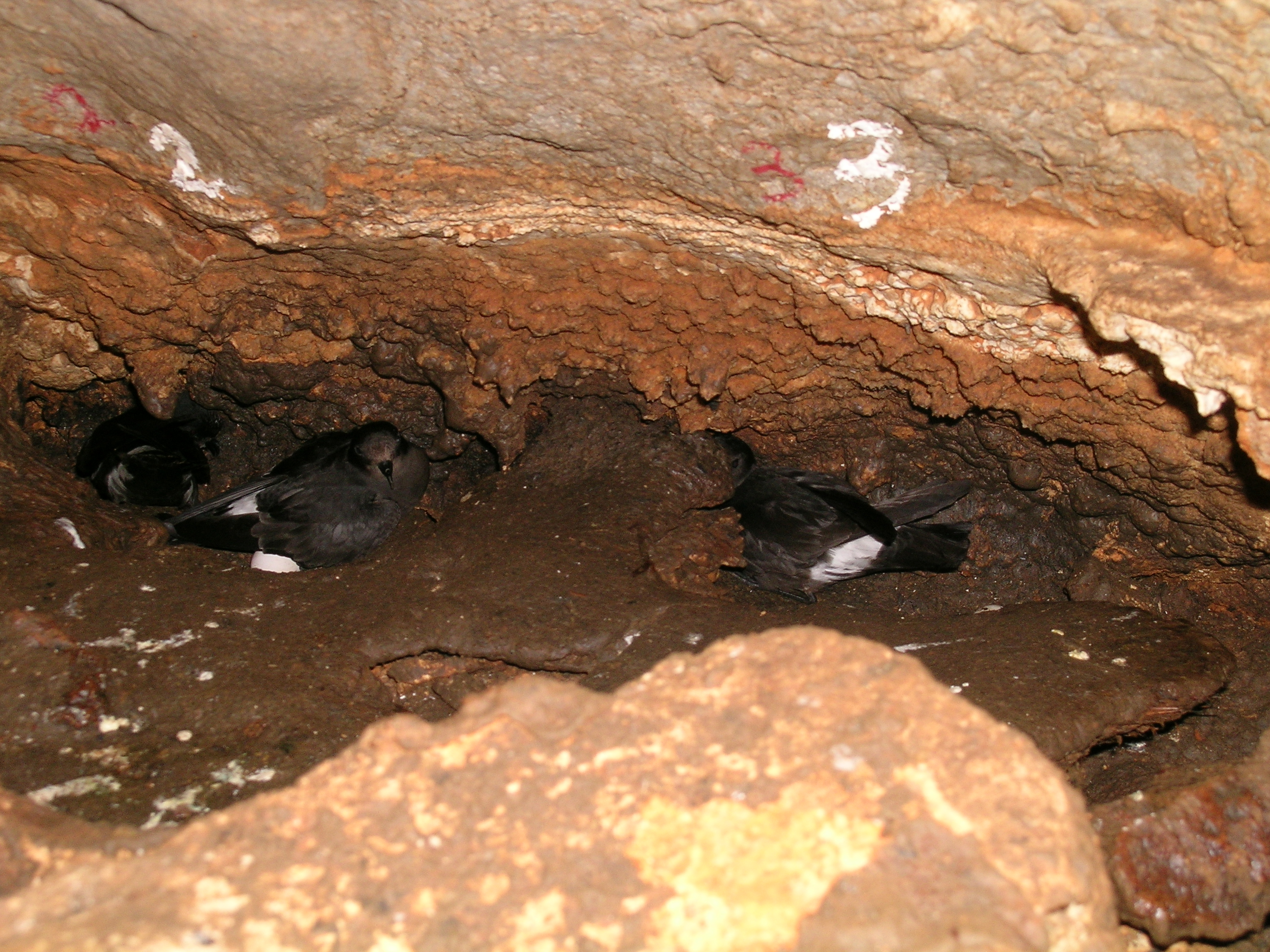
Biología: Control de la población de paíños en Matxiplaken Koba (Ogoño, Vizcaya).

## Carácter heterodoxo
Como la mayoría de las Ciencias Naturales, las ciencias del karst son de carácter complejo. Su aplicación práctica es particularmente heterodoxa, dado que en el ámbito académico no se adscriben a un único departamento; de igual forma, en el ámbito laboral no existen profesionales que se ocupen de las ciencias del karst en su totalidad; y finalmente, en la Administración no existe un órgano que las abarque en su conjunto. Puede darse el caso, por ejemplo, de que en una misma zona la arqueología sea competencia de una Diputación, la biología del Gobierno Regional, y la geología del Gobierno Central, lo que ocasiona no pocas veces problemas para su gestión conjunta.
Dado que para que las ciencias del karst puedan desarrollarse es imprescindible el dominio de la técnica de exploración subterránea, los espeleólogos aficionados cumplen un importante papel de rótula entre los equipos de diferentes disciplinas. Además entre ellos existen especialistas cualificados académicamente en las diversas disciplinas (geología, hidrología, arqueología,  biología... ) y colaboran con diferentes grupos, consiguiéndose una perspectiva global del karst. Esto minimiza los problemas que se suelen dar cuando la gestión está en manos de especialistas no espeleólogos.

## Procedimiento de investigación
Actualmente, los proyectos de investigación en cueva tienden a desarrollar líneas de trabajo coordinadas en todas las disciplinas, con presencia de los espeleólogos en los órganos de gestión.